# Vapa, Čačak
Vapa (izvirno srbsko Вапа) je naselje v Srbiji, ki upravno spada pod Občino Čačak; slednja pa je del Moraviškega upravnega okraja.

## Demografija
V naselju živi 553 polnoletnih prebivalcev, pri čemer je njihova povprečna starost 40,9 let (40,2 pri moških in 41,6 pri ženskah). Naselje ima 201 gospodinjstev, pri čemer je povprečno število članov na gospodinjstvo 3,44.
To naselje je, glede na rezultate popisa iz leta 2002, večinoma srbsko.
|  |

| Demografija | Demografija     | Demografija     |
| Leto        | Št. prebivalcev | Št. prebivalcev |
| ----------- | --------------- | --------------- |
|             |                 |                 |
|             |                 |                 |
|             |                 |                 |
|             |                 |                 |
| 1948        | 578             |                 |
| 1953        | 610             |                 |
| 1961        | 644             |                 |
| 1971        | 600             |                 |
| 1981        | 683             |                 |
| 1991        | 721             | 715             |
| 2002        | 699             | 691             |
|             |                 |                 |

| Etnična sestava po popisu iz leta 2002 | Etnična sestava po popisu iz leta 2002 | Etnična sestava po popisu iz leta 2002 | Etnična sestava po popisu iz leta 2002 | Etnična sestava po popisu iz leta 2002 |
| -------------------------------------- | -------------------------------------- | -------------------------------------- | -------------------------------------- | -------------------------------------- |
| Srbi                                   | Srbi                                   |                                        | 684                                    | 98,98%                                 |
| Rusi                                   | Rusi                                   |                                        | 1                                      | 0,14%                                  |
| Neznano                                | Neznano                                |                                        | 1                                      | 0,14%                                  |